# Gabriel Charavay
Gabriel Charavay, né à Lyon le 7 août 1818 et mort à Paris le 22 mai 1879, éditeur et libraire français. Partisan d'un communisme matérialiste au moins dès 1840, disciple de Babeuf, Maréchal et Buonarroti, il fréquente bien avant l'âge de vingt ans les groupes communistes et blanquistes. Proche du libraire Charles Teste (1783-1848) et de Voyer d'Argenson, il est parmi les fondateurs du journal ouvrier L'Atelier, puis le fondateur gérant de L'Humanitaire, « le premier organe communiste libertaire et l'unique en France pour quarante ans » selon Max Nettlau.

## Biographie
Il est né à Lyon (rue Grolée) le 7 août 1818, dans une famille de bonnetiers.
Il fut expert en autographes et libraire à Lyon, entre 1843 et 1848, puis à Paris de 1857 à 1879, et éditeur des revues L'Amateur d'autographes et « L'Imprimerie ». Il publia notamment une notice sur Sylvain Maréchal.
Homme politique révolutionnaire, proche de Louis Auguste Blanqui, de Pierre Joigneaux, de Joseph Benoît, de Louis Greppo. Ami d'Antoine Fombertaux et de son fils Eugène. Ami également de l'écrivain et homme politique Louis Combes. Collectionneur, bibliographe expert en autographes, publiciste, directeur de journaux, Gabriel Charavay commence sa vie professionnelle bonnetier parmi les canuts révoltés de Lyon. Né comme Marx en 1818, il s’engagera très jeune dans la lutte politique. Il publiera des manifestes communistes et matérialistes dès l’âge de 22 ans. Combattu et traduit devant la justice par trois régimes pour société secrète, provocation à des crimes et délits, il subit leur répression pendant vingt ans. Cité devant la Cour des Pairs (affaire de L'Humanitaire). Condamné politique à 23 ans. Prison à Doullens. Participe très activement à Lyon à la révolution de 1848, résiste à Louis-Napoléon Bonaparte, survit cinq ans au bagne de Belle-Île sous le second empire, avec Barbès et Blanqui. Enfin après l’attentat d’Orsini, connaît la déportation en Algérie (sidi bel abbes). Marié à une jeune orpheline qui a vingt ans de moins que lui, il rencontre Pierre Larousse, collabore au Grand Dictionnaire universel du XIXe siècle. Associé quelques années à son frère aîné Jacques, libraire expert réputé en autographe, il s’installe à Paris dans le quartier latin où il fonde enfin une famille et des revues pour collectionneurs bibliophiles…
Mort à Paris, 8 quai du Louvre, le 22 mai 1879. Il est inhumé au Cimetière du Montparnasse.
Rose Tritz, veuve de Gabriel, puis sa fille Gabrielle reprendront la Maison 8 quai du Louvre après le décès d'Eugène.

## Œuvres
- L'Humanitaire, journal numéros juillet et août 1841.
- L'Amateur d'autographes, depuis la création le 1er janvier 1862 à fin décembre 1865 par Gabriel puis par Jacques Charavay de 1866 à 1867. Revue reprise par Marin-Étienne Charavay, puis par Noël Charavay.
- Guide de l'étranger à Lyon, Gabriel Charavay et A. Combe, Librairie de Charavay frères, Lyon 1847.
- Le Républicain, journal Lyon 1848.
- Le Tribun du peuple, journal Lyon 1848.
- Histoire de la conspiration de Babeuf par Buonarroti, Éditions Charavay 1850.
- La Revue des autographes.
- L'Imprimerie.
- Plusieurs articles dans Le Grand Dictionnaire universel du XIXe siècle.

## Ses prisons
- Prison de La Force
- La Roquette
- Citadelle de Doullens
- Mazas
- Citadelle de Belle-Ile-en-mer
- Déportation à Sidi Bel Abbès (Algérie)

### Sources et bibliographie
Ouvrages
- Max Nettlau, Bibliographie de l'anarchie, Paris, 1897.
- Victor-Nicolas Bouton, Profils révolutionnaires, Paris, 1849.
- Jean-Michel Paris, L'Humanitaire (1841): Naissance d'une presse anarchiste ?, Paris, Éditions L'Harmattan, 2014 (ISBN 978-2-336-34627-4, OCLC 1373673843, lire en ligne).

Notices
- Dictionnaire biographique, mouvement ouvrier, mouvement social, « Le Maitron » : notice biographique.
- René Bianco, 100 ans de presse anarchiste : L’Humanitaire.

Citations
- Maurice Dommanget[4]
- Jacques Grandjonc[5]
- Alain Maillard[6]
- Jean-Yves Mollier[7] "Gabriel Charavay qui passa par Belle-Ile et était sans doute alors l'un des rares révolutionnaires français à avoir lu Karl Marx"
- Dictionnaire biographique du mouvement ouvrier français.
- Revue l'amateur d'autographes no 308 et 309 - Mai et juin 1879 Nécrologie de Gabriel Charavay rédigée par son neveu Étienne qui écrit: "ç'a été pour nous tous une grande consolation que cette unanime sympathie qui a honoré à la fois la mémoire de mon père et de mon oncle et ceux à qui incombe la lourde tâche de garder intacte une réputation si justement acquise".

Archives
1. Bibliothèque François Mitterrand.
2. Archives Nationales. CARAN.